# Красное (Торжокский район)
Красное — село в Торжокском районе Тверской области. Входит в состав Рудниковского сельского поселения.

## География
Село расположено на берегу реки Осуга в 6 км на восток от центра поселения деревни Рудниково и в 21 км на запад от Торжка.

## История
На Архангельском погосте в начале XVIII столетия существовали две церкви — Ильинская и Архангельская. Каменная церковь Михаила Архангела возведена в 1859—1864 годах на средства прихожан, местной помещицы из Мишково Анны Васильевны Измалковой и новоторжского купца Красноперова вместо обветшалой деревянной обители 1754 года постройки. В храме были освящены три придела: главный — во имя Михаила Архангела и Казанской иконы Божией Матери, правый — во имя Николая Чудотворца и Георгия Победоносца, левый — Петра и Павла и Илии Пророка.
В конце XIX — начале XX века Архангельский погост входил в состав Никольской волости Новоторжского уезда Тверской губернии.
В 1925 г. постановлением президиумом ВЦИК селение Михаил Архангел Борковской волости Торжковского уезда Тверской губернии переименовано в Красное.
С 1929 года село входило в состав Никольского сельсовета Торжокского района Тверского округа Московской области, с 1935 года — в составе Калининской области, с 1994 года — в составе Рудниковского сельского округа, с 2005 года — в составе Рудниковского сельского поселения.

## Население
| 1859 | 1884 | 2002 | 2010 |
| ---- | ---- | ---- | ---- |
| 132  | ↘107 | ↘21  | ↗25  |

## Достопримечательности

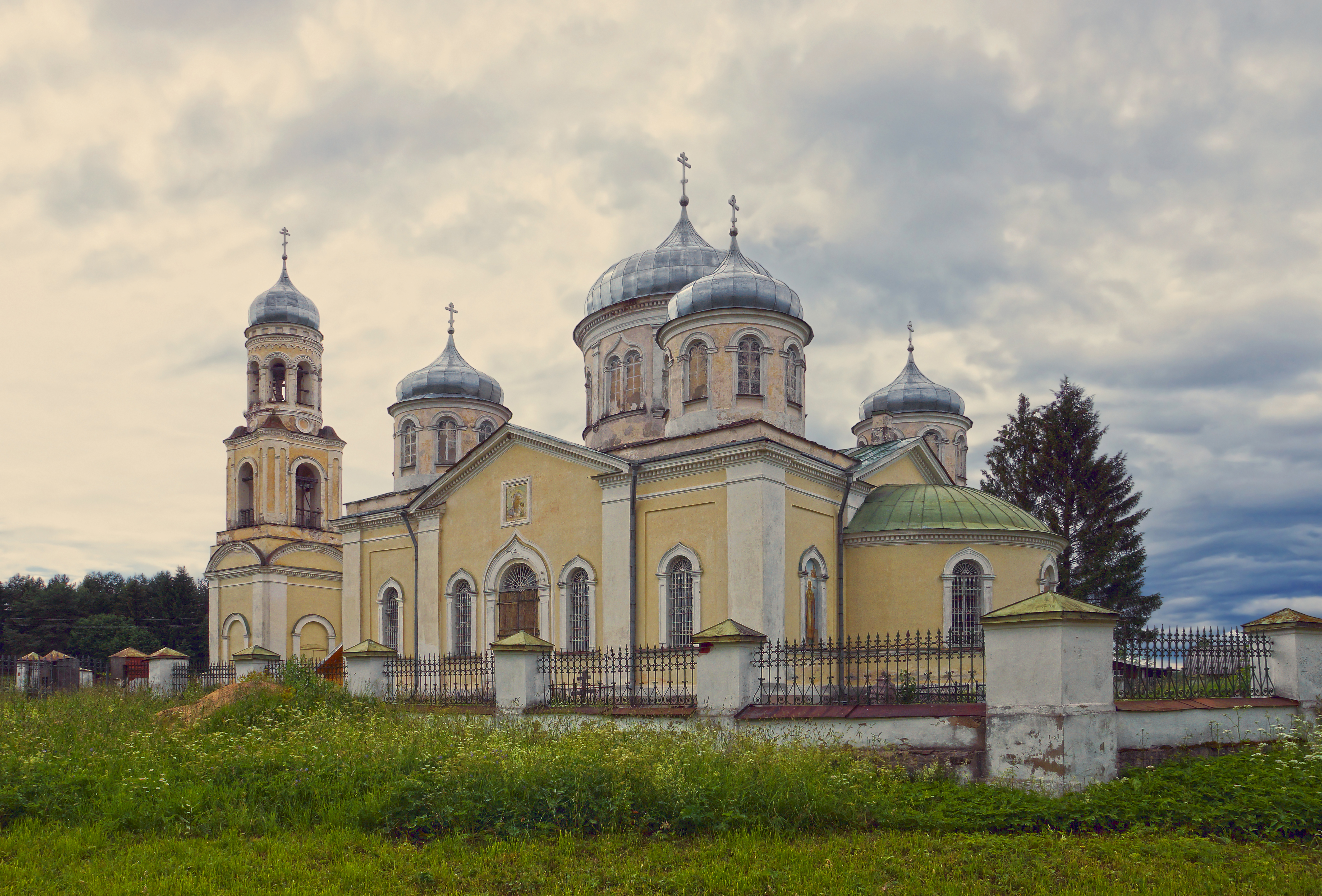
Церковь Михаила Архангела. Вид через ограду

В селе находится действующая церковь Михаила Архангела (1864).